# トミコシ高島平ボウル
トミコシ高島平ボウル（トミコシたかしまだいらボウル）は、日本の東京都板橋区にあるボウリング場。1973年4月にオープンされたボウリング場である。 全40レーンオートスコアラー（内20レーンバンパーレーン）完備。月に30以上の大会、各曜日で複数のリーグを開催している。

## リーグ
開催されているリーグを曜日ごとに示す。
- 月曜日
  - なし
- 火曜日
  - 楽っ喜ークラブリーグ（公認）投球：なし
- 水曜日
  - 水曜フレッシュリーグ（公認）投球：なし
  - コロコロリーグ（公認）投球（プロ）：小林あゆみ
  - ProshopAzuma シングルリーグ（公認）投球（プロ）：小山都代
- 木曜日
  - 木曜eリーグ（公認）投球：なし
  - 快投クラブリーグ（非公認）　投球：なし
  - こばPリーグ（公認）投球（プロ）：小林あゆみ
- 金曜日
  - 金曜フライデーリーグ（公認）投球（プロ）：なし
- 土曜日
  - 土曜こんにちはリーグ（公認）投球（プロ）：小須田礼子
- 日曜日
  - アベUP練習会

## 主な大会
開催されている主な大会を曜日ごとに示す。
- AZUMA CUP
- 王華杯
- 板橋区長杯
- あさがやドラム杯
- 伊藤園杯
- マンスリートーナメント
- 3・6・9ラッキーフレームトーナメント
- ななみんトーナメント
- 〇〇スタッフと一緒に投げよう！！
- TTBお客様感謝祭
- TTBマラソンボウリング大会
- 支配人チャレンジ
- トミコシカップ202X
- 福地信之プロ　レッスン＆記録会
- 〇〇プロ　チャレンジマッチ
- TTBチャンピオンズカップ
- シニアトーナメント

## 沿革
- 1973年4月23日 - 株式会社エスディーコーポレーション設立。
- 1973年4月 - トミコシ高島平ボウル60レーン会場。
- 時期不明 - トミコシ高島平ボウルを40レーンに縮小。
- 時期不明 - ブランズウィックオートスコアラーダイナミックビジョン導入
- 時期不明 - 3階フロアをシンセティックレーン（AMF HPL導入）
- 時期不明 - 4階フロアをシンセティックレーン（システム300導入）
- 時期不明 - センター初の承認大会「KEGEL SHOOT OUT」開催
- 時期不明 - オートスコアラー変更（キュービカ導入）
- 2010年 - 運営会社が東商事株式会社に変更となる。
- 時期不明 - プロショップをリニューアル

## 所属プロボウラー
- 小須田礼子
- 矢島純一
- 小林あゆみ
- 小山都代
- 廣澤一美

以上が所属プロボウラーである。

## アクセス
鉄道の場合は、都営地下鉄三田線「西台駅」東口から徒歩1分。自家用車の場合は、提携駐車場（タイムズ西台駅前駐車場）があり、ボウリングを利用した際に駐車券を店舗内で見せれば、駐車場の料金が3時間無料となる。バスの場合は、国際興業バス「西台駅」下車し徒歩1分。